# Lista najwyższych budynków w Mediolanie
Mediolan jest miastem z największą liczbą wysokościowców we Włoszech. Znajduje się w nim najwyższy wieżowiec obecnie istniejący we Włoszech, Torre Cesar Pirelli A o wysokości strukturalnej 231 m.

## Historia
Jednym z pierwszych wieżowców powstałych w Mediolanie jest Torre Breda, został on zaprojektowany przez Luigi Mattioni i ukończony w 1954 roku. Torre Breda posiada 30 pięter i ma 117 metrów wysokości. Przez okres czterech lat był to najwyższy wieżowiec mieszkalny we Włoszech. W 1958 roku został zrealizowany nowy wieżowiec który stał się symbolem panoramy miasta, Torre Velasca, mierzący 106 metrów, do dziś pozostaje jednym z najwyższych wieżowców w Mediolanie. W 1959 roku zaś został ukończony 109 metrowy Torre Galfa, który był najwyższym wieżowcem biurowym we Włoszech do czasu aż w 1960 roku ukończono Grattacielo Pirelli. Po ukończeniu, Grattacielo Pirelli pozostawał przez kolejne 50 lat najwyższym wieżowcem w mieście, aż do roku 2010 gdy zbudowano Palazzo Lombardia o wysokości 161 metrów.

## Lista wieżowców
W tabeli widnieje lista najwyższych budynków istniejących w Mediolanie, jak i tych które są w budowie lub ich konstrukcja jest planowana; wieżowce są uporządkowane według ich wysokości strukturalnej. Na liście widnieją wszystkie wieżowce o wysokości powyżej 80 m. znajdujące się w Mediolanie. Stan na 04/05/2012.
| Numer w rankingu | Nazwa budynku                               | Całkowita wysokość (m) | Liczba pięter | Rok ukończenia budowy |
| ---------------- | ------------------------------------------- | ---------------------- | ------------- | --------------------- |
| 1                | Torre UniCredit - Torre A                   | 231                    | 35            | 2012                  |
| 2                | Torre Isozaki (potoczna nazwa "Il dritto")  | 209                    | 50            | 2014                  |
| 3                | Torre Hadid (potoczna nazwa "Lo storto")    | 177                    | 40            | 2014                  |
| 4                | Torre Libeskind (potoczna nazwa "Il Curvo") | 175                    | 36            | 2014                  |
| 5                | Palazzo Lombardia                           | 161                    | 39            | 2009                  |
| 6                | Torre Varesine 1 Solaria                    | 143                    | 34            | 2015                  |
| 7                | Torre Diamante                              | 140                    | 32            | 2015                  |
| 8                | Torre Duilio                                | 130                    | ?             | 2015                  |
| 9                | Grattacielo Pirelli                         | 127,1                  | 32            | 1960                  |
| 10               | Torre Breda                                 | 117                    | 30            | 1954                  |
| 11               | Bosco Verticale - Torre E                   | 111,15                 | 24            | 2014                  |
| 12               | Torre Galfa                                 | 109                    | 28            | 1959                  |
| 13               | Torre Branca                                | 108,6                  | -             | 1933                  |
| 14               | Torre Velasca                               | 106                    | 26            | 1958                  |
| 15               | Torre Hines - Cesar Pelli B                 | 105                    | 23            | 2012                  |
| 16               | Torri Garibaldi - Tower B                   | 100                    | 26            | 1992                  |
| 17               | Torri Garibaldi - Tower A                   | 98                     | 26            | 1989                  |
| 18               | Gemini Center 1                             | 96                     | 21            | 1995                  |
| 19               | Gemini Center 2                             | 96                     | 21            | 1995                  |
| 20               | Gilli Hotel                                 | 95                     | 26            | 2014                  |
| 21               | Torre Servizi Tecnici Comunali              | 90                     | 24            | 1966                  |
| 22               | Boscolo Hotel Tower                         | 90                     | 25            | 2011                  |
| 23               | Torre di Porta Romana                       | 89                     | 25            | 1965                  |
| 24               | Torre Arduino                               | 85                     | 26            | 2014                  |
| 25               | Torre Baggio 1                              | 81                     | 19            | ?                     |
| 26               | Torre Baggio 2                              | 81                     | 19            | ?                     |
| 27               | Torre Baggio 3                              | 81                     | 19            | ?                     |
| 28               | Torre Baggio 4                              | 81                     | 19            | ?                     |
| 29               | RCS-Headquarters                            | 80                     | 21            | 2007                  |
| 30               | Centro Svizzero                             | 80                     | 21            | 1951                  |
| 31               | World Join Center                           | 78                     | 20            | 2009                  |

Note
Budynki oznaczone w kolorze zielonym są aktualnie w budowie, zaś te w kolorze żółtym są projektowane, lub ich konstrukcja jeszcze się nie rozpoczęła.